# Prospekt Pobedy (Kaliningrad)
Der Prospekt Pobedy in Kaliningrad (russisch проспект победы; dt.: Siegesallee) ist einer von sieben Prospekten in der Stadt.

## Verlauf
Die Straße folgt im Verlauf der ehemaligen Lawsker Allee bzw. Juditter Allee und verbindet den Westen Kaliningrads mit dem Stadtzentrum. Sie beginnt etwa 1 km westlich des pl. Pobedy am Prospekt Mira (⊙) und verläuft zunächst bis zur ul. Dmitrija Donskogo (ehemals Alte Pillauer Landstraße; ⊙) nach Südwesten. Ab dort verläuft sie in westlicher Richtung bis zur A193 bei der Alexander-Kosmodemjanski-Siedlung (ehemals Moditten und Metgethen; ⊙).
Mit dem nach Osten aus Kaliningrad hinausführenden Moskowski-Prospekt ist der Prospekt Pobedy über die ul. Dmitrija Donskogo und die ul. Gornaja (ehemals Friedrich-Ebert-Straße) verbunden.

## Verkehrsbedeutung
Der zentrumsnahe östliche Abschnitt des Prospekts ist durchgehend zweispurig ausgebaut; hier befinden sich neben der Fahrbahn noch die Gleise einer 2012 stillgelegten Strecke der Straßenbahn Kaliningrad. Westlich der Kreuzung mit der ul. Radischtschewa, wo sich auch die Endstelle der Straßenbahn befand, wird die Straße vierspurig. Die Straße wird auf ihrer gesamten Länge von verschiedenen Buslinien genutzt, westlich der ul. Radischtschewa auch von Oberleitungsbussen.

## Gebäude am Prospekt Pobedy
Am östlichen Abschnitt des Prospekts Pobedy befinden sich im Bereich des ab 1901 errichteten Villenviertels Amalienau mehrere historische Gebäude, die die Luftangriffe auf Königsberg und die anschließende Schlacht um Königsberg überstanden haben. Dem Verlauf der Straße von Nordost nach Südwest folgend sind zu nennen:
- An der Kreuzung des Prospekts Pobedy mit der Borodinskaja ul. befindet sich die Villa Honcamp (Borodinskaja ul. 17, ehemals Haarbrückenstraße 17/19; ⊙). Sie wurde um 1903/1905 im Stil des Neobarock nach einem Entwurf von Friedrich Heitmann für den Fabrikbesitzer Honcamp erbaut. „Mit dem wuchtigen, anspruchsvoll wirkenden Äußeren setzt Heitmann seine eklektizistische Gestaltungsweise in einer barocken Spielart fort“.[1] Ebenfalls an dieser Kreuzung liegen die Villa Schtinski (Borodinskaja ul. 13/15, ⊙), 1906 nach Plänen von August Gerschmann erbaut, und eine 1905 von Heitmann erbaute Jugendstilvilla (Borodinskaja ul. 12/14, ⊙).[2]
- Die Villa Schmidt[3] am Prospekt Pobedy 24 (ehemals Lawsker Allee 30; ⊙) wird heute als städtischer Kindergarten genutzt. Das Gebäude wurde um 1903 im Stil der Neorenaissance erbaut.
- Die Villa Leo an der ul. Kaschtanowaja Alleja 16 (ehemals Lawsker Allee 32/34; ⊙) wurde 1902 nach Plänen von Heitmann für den Stadtrat und Reeder Ludwig Leo im Landhausstil errichtet.[2]
- Die Adalbertkirche[4] am Prospekt Pobedy 41 (ehemals Lawsker Allee 35/Kastanienallee 11–13; ⊙) wurde 1904 nach Entwürfen von Heitmann im Stil der Neogotik erbaut. Im Chor und im Turm befindet sich heute ein Forschungsinstitut.

Villa Honcamp, Borodinskaja ul. 17
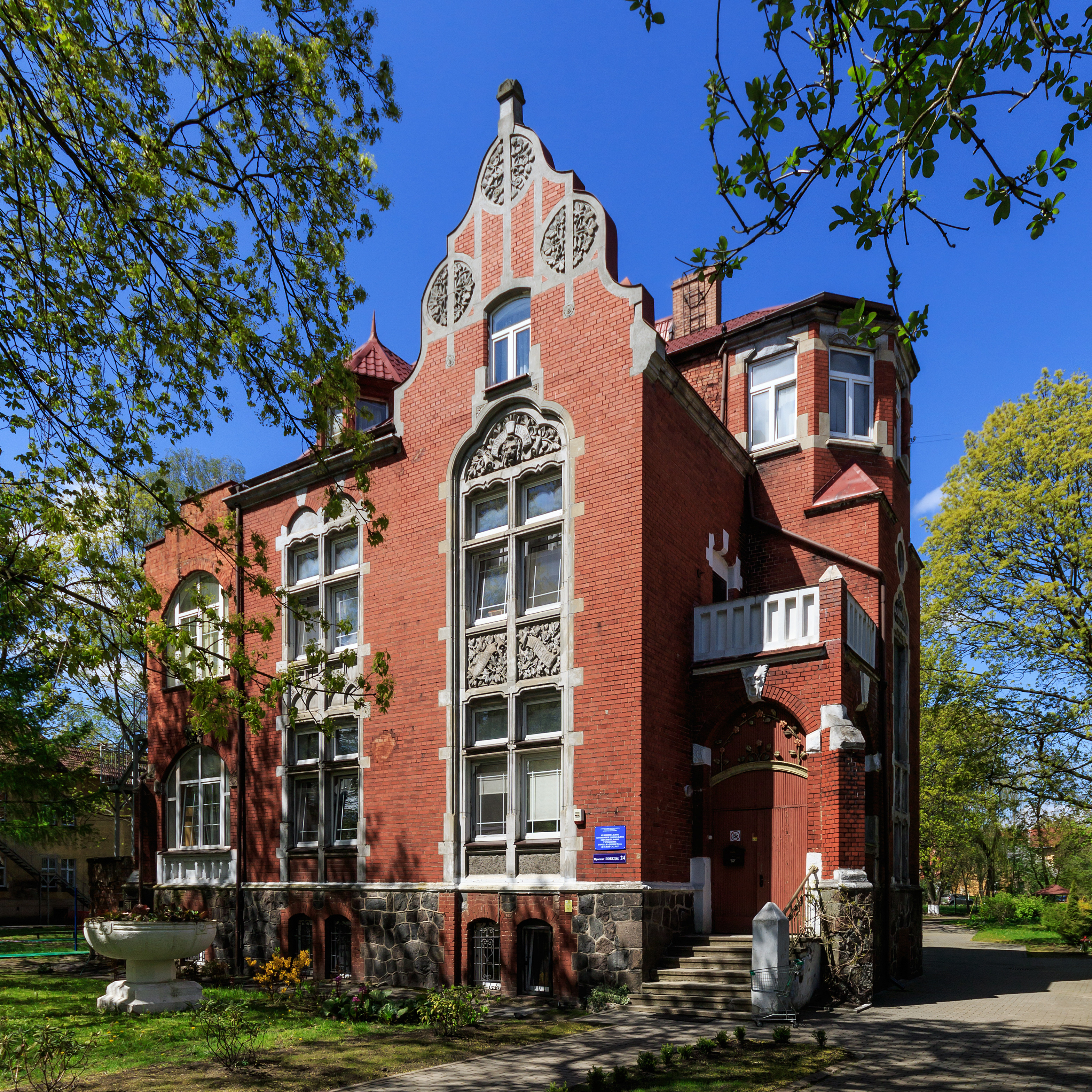
Villa Schmidt, Prospekt Pobedy 24
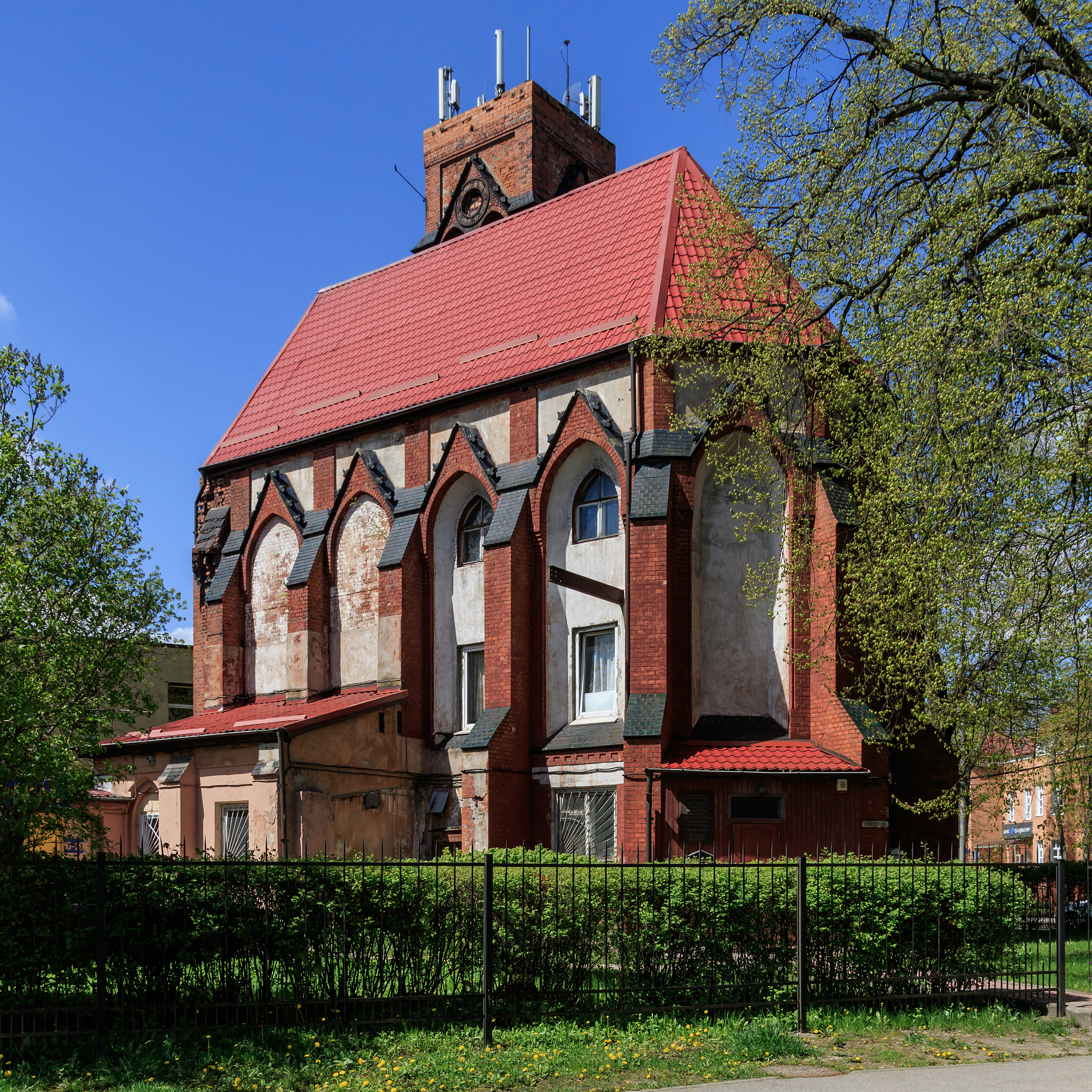
Ehemalige Adalbertkirche, Prospekt Pobedy 41